# دالنهایم
دالنهایم (به فرانسوی: Dahlenheim) یک کمون در فرانسه با جمعیت ۶۵۸ نفر است که در Canton of Wasselonne واقع شده‌است.